# District métropolitain
Pour les articles homonymes, voir Borough (homonymie).
Un district métropolitain (metropolitan district en anglais), dit également borough métropolitain (metropolitan borough en anglais) lorsqu’il détient le statut de borough, est un type de district en Angleterre qui englobe des zones urbaines au sein des 6 comtés métropolitains. Il y a 36 districts métropolitains qui sont gérés par des District councils (conseils de district) constitués d'élus locaux et assurent aussi conjointement la gestion du comté métropolitain qui, contrairement aux comtés non-métropolitains ne possèdent pas de County council (Conseil de comté).
Les districts métropolitains sont les principales autorités locales dans les six comtés métropolitains et sont responsables de la gestion de la plupart des services locaux, tels que les écoles, les services sociaux, la collecte des déchets et les routes.
| Comté métropolitain  | Districts métropolitains | Nombre | Population du comté |
| -------------------- | --- | ------ | ------------------- |
| Grand Manchester     | Manchester, District métropolitain de Bolton, District métropolitain de Bury, District métropolitain d'Oldham, District métropolitain de Rochdale, Cité de Salford, District métropolitain de Stockport, Tameside, Trafford, District métropolitain de Wigan | 10     | 2 573 200 hab.      |
| Merseyside           | Liverpool, Knowsley, District métropolitain de St Helens, District métropolitain de Sefton, District métropolitain du Wirral | 5      | 1 365 000 hab.      |
| Midlands de l'Ouest  | Birmingham, Coventry, District métropolitain de Dudley, Sandwell, District métropolitain de Solihull, District métropolitain de Walsall, Wolverhampton | 7      | 2 591 300 hab.      |
| Tyne and Wear        | Newcastle upon Tyne, District métropolitain de Gateshead, South Tyneside, North Tyneside, Cité de Sunderland | 5      | 1 089 400 hab.      |
| Yorkshire de l'Ouest | Cité de Leeds, Cité de Bradford, Calderdale, Kirklees, Cité de Wakefield | 5      | 2 161 200 hab.      |
| Yorkshire du Sud     | Sheffield, District métropolitain de Barnsley, Cité de Doncaster, District métropolitain de Rotherham | 4      | 1 290 000 hab.      |